# Limbe Stadium
Kouekong Stadium – wielofunkcyjny stadion w Limbé, w Kamerunie. Jest używany głównie do meczów piłki nożnej, ale posiada także bieżnię lekkoatletyczną. Stadion może pomieścić 20 000 osób. Oficjale otwarcie odbyło się 26 stycznia 2016 roku. Jest to jeden z nielicznych stadionów na świecie zbudowany na wzgórzu i oferuje wspaniały widok na morze. Obiekt będzie jedną z aren Pucharu Narodów Afryki w 2021 roku.